# Окултация
Окултация (покритие) е явление, при което отдалечен астрономически обект бива изцяло или частично закрит от друг, по-близък до наблюдателя.
Окултациите са важни от астрономическа гледна точка, понеже позволяват да се определят някои свойства на закриващия или закривания обект. Например, при наблюдението на окултация от астероид от няколко места на Земята, може да бъде определена, приблизително, неговата форма. Друг пример е окултацията Ракообразната мъглявина от спътника на Сатурн – Титан през 2003. Сравняване на теоретичните параметри на рентгеновото лъчение, идващо от мъглявината, с наблюдаваното, по време на окултацията е измерена ширината на атмосферата на Титан – 880 km.(по-точно, на слоя атмосфера, поглъщащ рентгеновите лъчи)

## Окултации от Луната
Най-често, окултации на звезди или планети са причинени от Луната. Причината е, че тя има най-малък сидеричен период, т.е. най-често има вероятност да се намери в близост до ярка звезда или до планета. Поради наклона на лунната орбита към еклиптиката (5.8°), звездите и планетите, които могат да бъдат закрити от Луната, се намират в зоната около еклиптиката с ширина 5.8°+5.8=11.6°.
Три звезди от първа звездна величина могат да бъдат закривани от Луната (или планетите): Спика, Регул и Антарес. За една година Луната може да закрие над 4000 звезди, видими в неголям телескоп. Два или три пъти годишно може да бъде наблюдавана окултация на планета от Луната.

## Окултации от планети
Звезди могат да бъдат покривани и от планети. Пръстените на Уран са наблюдавани за пръв път именно при окултация на звезда от планетата през 1977 г. В нощта на 2/3 юли 1989 г. Сатурн покрива звездата 28 Стрелец от 5-а звездна величина. На следващата нощ спътникът на Сатурн – Титан закрива същата звезда. Това позволява да се наблюдава рефракция на светлината от звездата, породена от наличието на плътната атмосфера на спътника. Окултации на звезди от Плутон са били наблюдавани през 1988, 2002 и 2006 г., което е позволило да се изследва атмосферата му.
Окултации на една планета от друга са изключително редки. Последното такова събитие е на 3 януари 1818, а следващото – на 22 ноември 2065. И в двата случая става въпрос за окултация на Юпитер от Венера.
Два пъти по време на орбиталните им периоди, екваториалните равнини на Юпитер и Сатурн (заб.: спътниците са разположени в екваториалните равнини на планетите) стават успоредни на еклиптиката (равнината на земната орбита), което позволява окултации на спътници на двете планети помежду си.

## Астероидни окултации
Понякога настъпват покрития на звезди от астероиди. След наблюдения на окултацията от няколко места може да се възстанови формата на сянката на астероида, а оттам и да се определи формата на астероида.